# Fake-1 Tag Team Championship
O F-1 (Fake-1 Grand Prix), Tag Team Championship (F-1タッグ選手権, F-1 (feiku-1 guranpuri) taggu senshuken Championship)) é um título de equipas de luta profissional não oficializado, que foi disputado na All Japan Pro Wrestling. É semelhante a um título de comédia, já que as lutas são uma mistura de combates de wrestling normais e de comédia stand-up improvisada envolvendo os lutadores. Este título foi criado por Keiji Mutoh em dezembro de 2006 em conjunto com o comediante japonês Kannazuki, que foram os primeiros a ganhar estes títulos. Depois de Mutoh sair da All Japan Pro Wrestling, os mesmos foram extintos.
Em 30 de Agosto de 2015, na nova promoção de Keiji Mutoh, a Wrestle-1, foi anunciado que os títulos iam ser reativados. A 9 de outubro de 2015 foi anunciado que iriam ser apresentados novos campeões. Na Wrestle-1 Tour 2015 Fan Appreciation Day, Keiji Mutoh e Kannazuki derrotaram Manabu Soya e Sugichan para depois se tornarem os primeiros campeões. Este título é defendido anualmente no evento Fan Appreciation Day.

## História do título
| #                     | A ordem na história reinado                                                          |
| Reinados              | Número do reinado de um lutador especifico                                           |
| Evento                | O evento onde essa pessoa ganhou o titulo                                            |
| Defesas bem sucedidas | Número de defesas bem sucedidas durante esse reinado                                 |
| —                     | Usado para reinados onde o título ficou vago e que não conta como um reinado oficial |
| +                     | Indica que o reinado atual está a mudar diariamente                                  |

| # | Equipa                          | Reinados | Data                   | Dias  | Local         | Evento                                               | Notas | Ref.  |
| - | ------------------------------- | -------- | ---------------------- | ----- | ------------- | ---------------------------------------------------- | --- | ----- |
| 1 | Keiji Mutoh e Kannazuki         | 1        | 15 de dezembro de 2006 | 1457  | Tóquio, Japão | All Japan Pro Wrestling "Fan Appreciation Day" 2006  | Derrotaram o Hiroyoshi Tenzan e o Akimasa Haraguchi para tornarem-se os campeões inaugurais. |       |
| 2 | Ryota Hama e Koriki Choshu      | 1        | 12 de dezembro de 2010 | 364   | Tóquio, Japão | All Japan Pro Wrestling "Fan Appreciation Day" 2010  | |       |
| 3 | Manabu Soya e RG                | 1        | 11 de dezembro de 2011 | 369   | Tóquio, Japão | All Japan Pro Wrestling "Fan Appreciation Show" 2011 | |       |
| 4 | Kannazuki (2) e Takao Omori     | 1        | 15 de dezembro de 2012 | 137   | Tóquio, Japão | All Japan Pro Wrestling "Fan Appreciation Day" 2012  | |       |
| — | Abandonado                      | —        | 1 de maio de 2013      | —     | N/A           | N/A                                                  | A All Japan Pro Wrestling abandonou os titulos. |       |
| 5 | Keiji Mutoh (2) e Kannazuki (3) | 2        | 9 de outubro de 2015   | 3450+ | Tóquio, Japão | Wrestle-1 Tour 2015 Fan Appreciation Day             | Derrotaram Manabu Soya e Sugichan, após o título ser reativado pela Wrestle-1. A Wrestle-1 considerou este um novo titulo e o Keiji Mutoh e o Kannazuki foram reconhecidos como os primeiros campeões. | [ 1 ] |

## Lista de reinados combinados
| † | Indica o atual campeão |

### Por equipa
| Pos. | Equipa                     | Nº de reinados | Dias combinados |
| ---- | -------------------------- | -------------- | --------------- |
| 1.   | Keiji Mutoh e Kannazuki    | 2              | 4907+           |
| 2.   | Manabu Soya e RG           | 1              | 369             |
| 3.   | Ryota Hama e Koriki Choshu | 1              | 364             |
| 4.   | Kannazuki e Takao Omori    | 1              | 137             |

### Por Lutador
| Pos. | Lutador       | Nº de reinados | Dias combinados |
| ---- | ------------- | -------------- | --------------- |
| 1.   | Kannazuki     | 3              | 5044+           |
| 2.   | Keiji Mutoh   | 2              | 4907+           |
| 3.   | Manabu Soya   | 1              | 369             |
| 4.   | RG            | 1              | 369             |
| 5.   | Koriki Choshu | 1              | 364             |
| 6.   | Ryota Hama    | 1              | 364             |
| 7.   | Takao Omori   | 1              | 137             |